# Palazzo Bertolli Carranza
Palazzo Bertolli Carranza è un edificio storico di Pisa situato nel centro storico della città sulla piazza San Martino, a pochi passi dai Lungarni. Si tratta di uno dei palazzi più belli del centro storico, sia negli esterni che negli interni e presenta ancora in larga parte gli affreschi e le decorazioni originali, soprattutto nel piano nobile. Il palazzo è stato oggetto recentemente di un radicale intervento di ristrutturazione, che ha permesso di ammodernarlo pur preservando le decorazioni originali.

## Storia

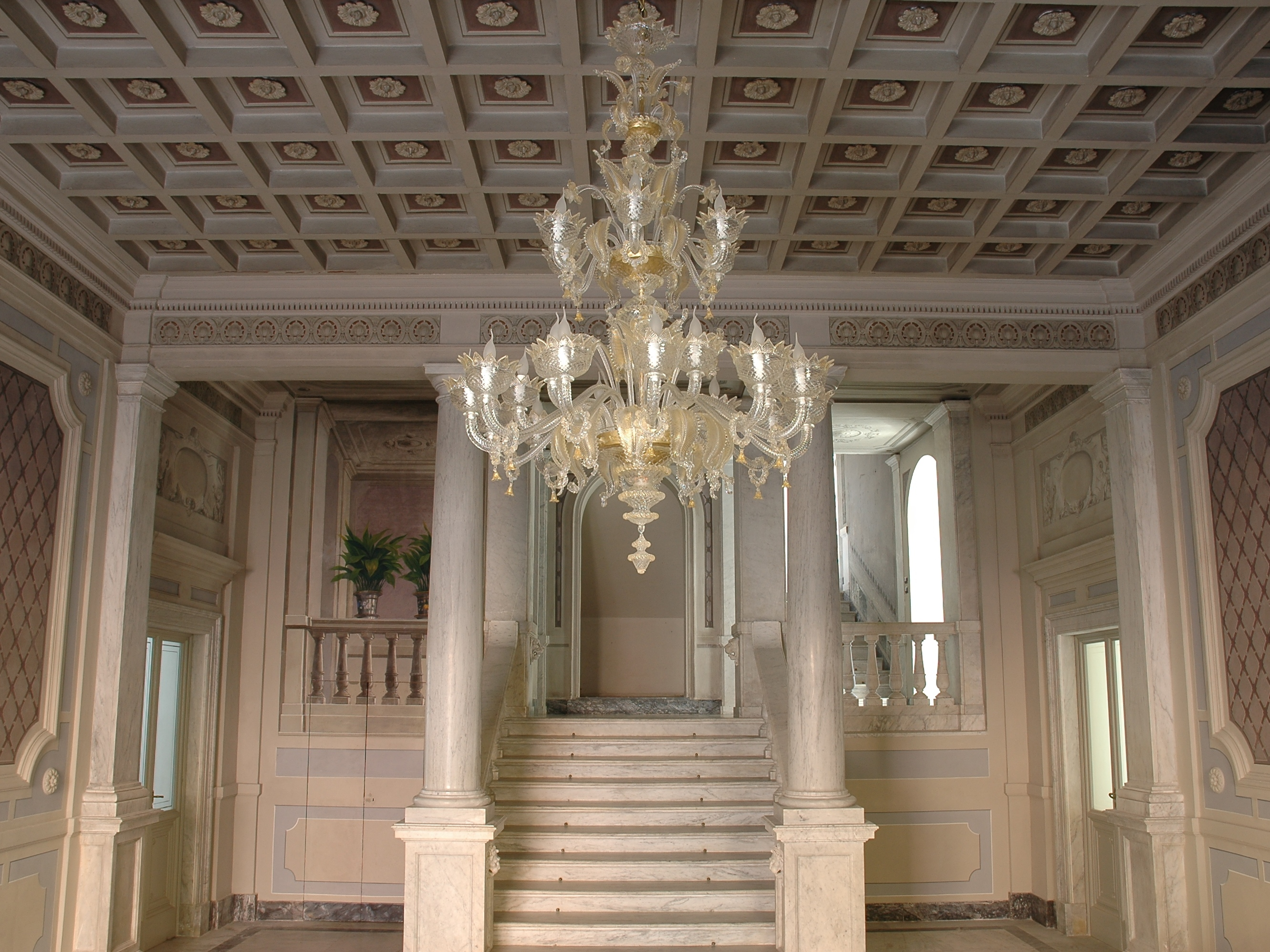
L'atrio del Palazzo

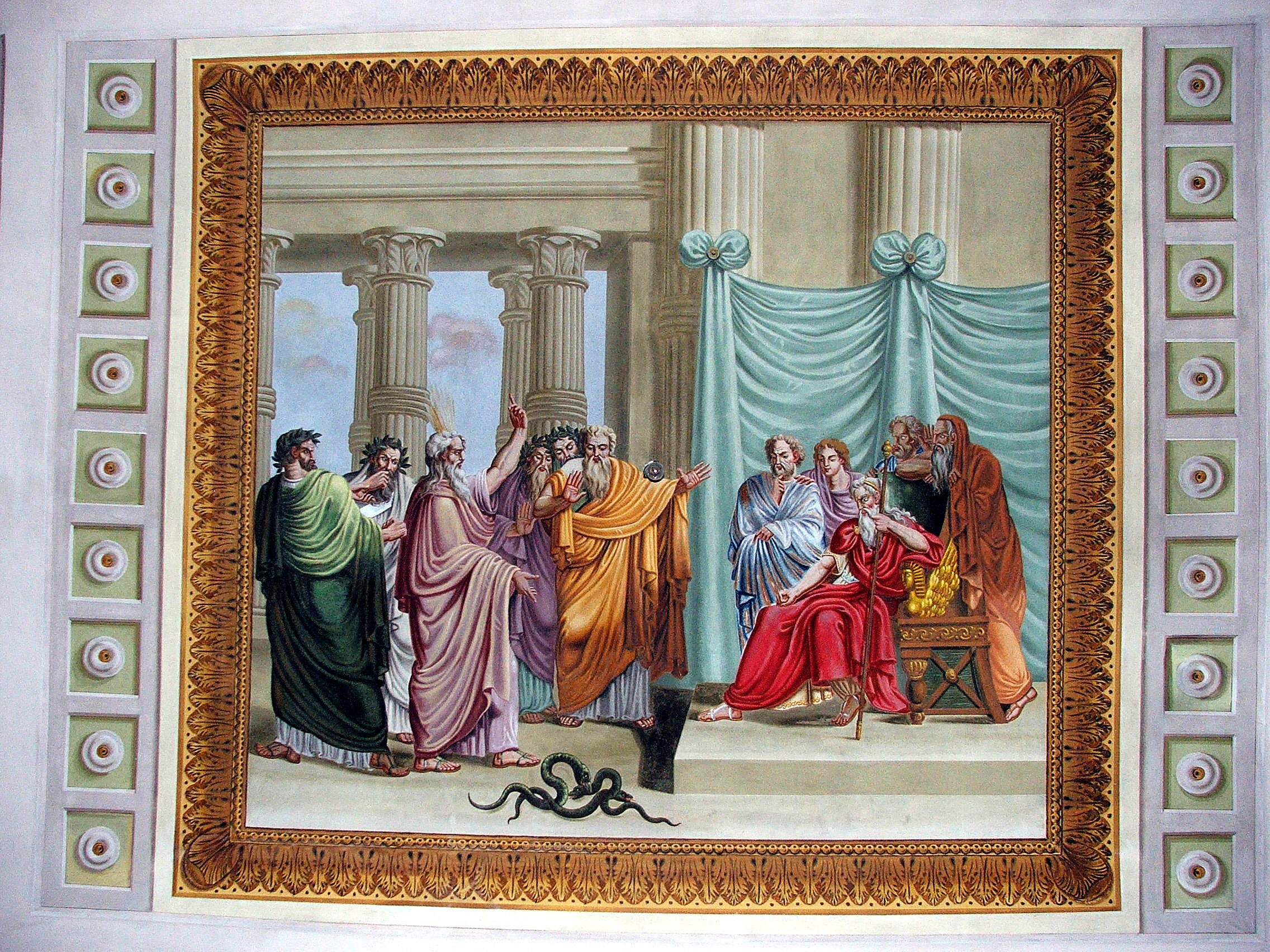
Affreschi del piano nobile

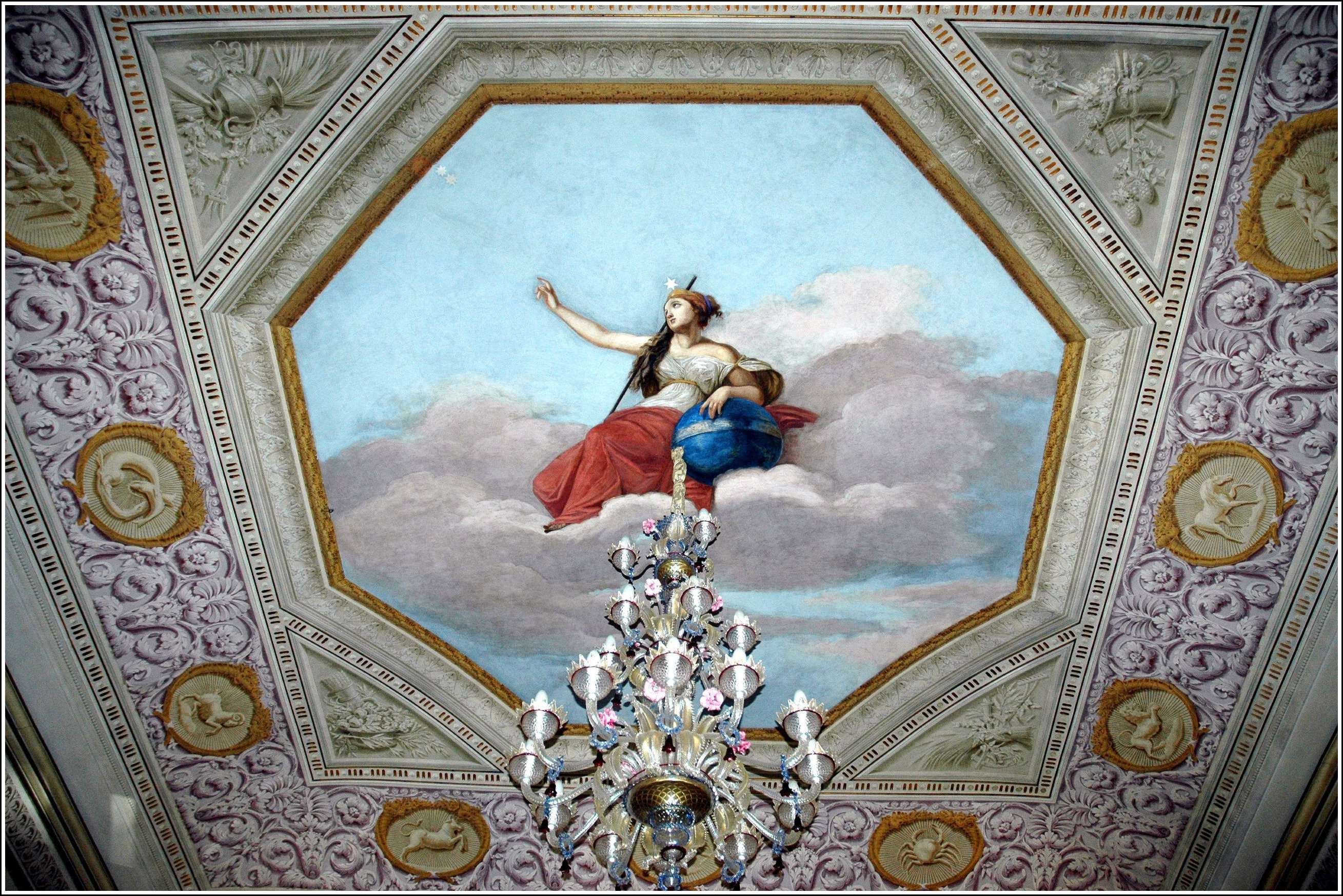
Soffitto della sala dello Zodiaco, affresco di A. Gatti, piano nobile

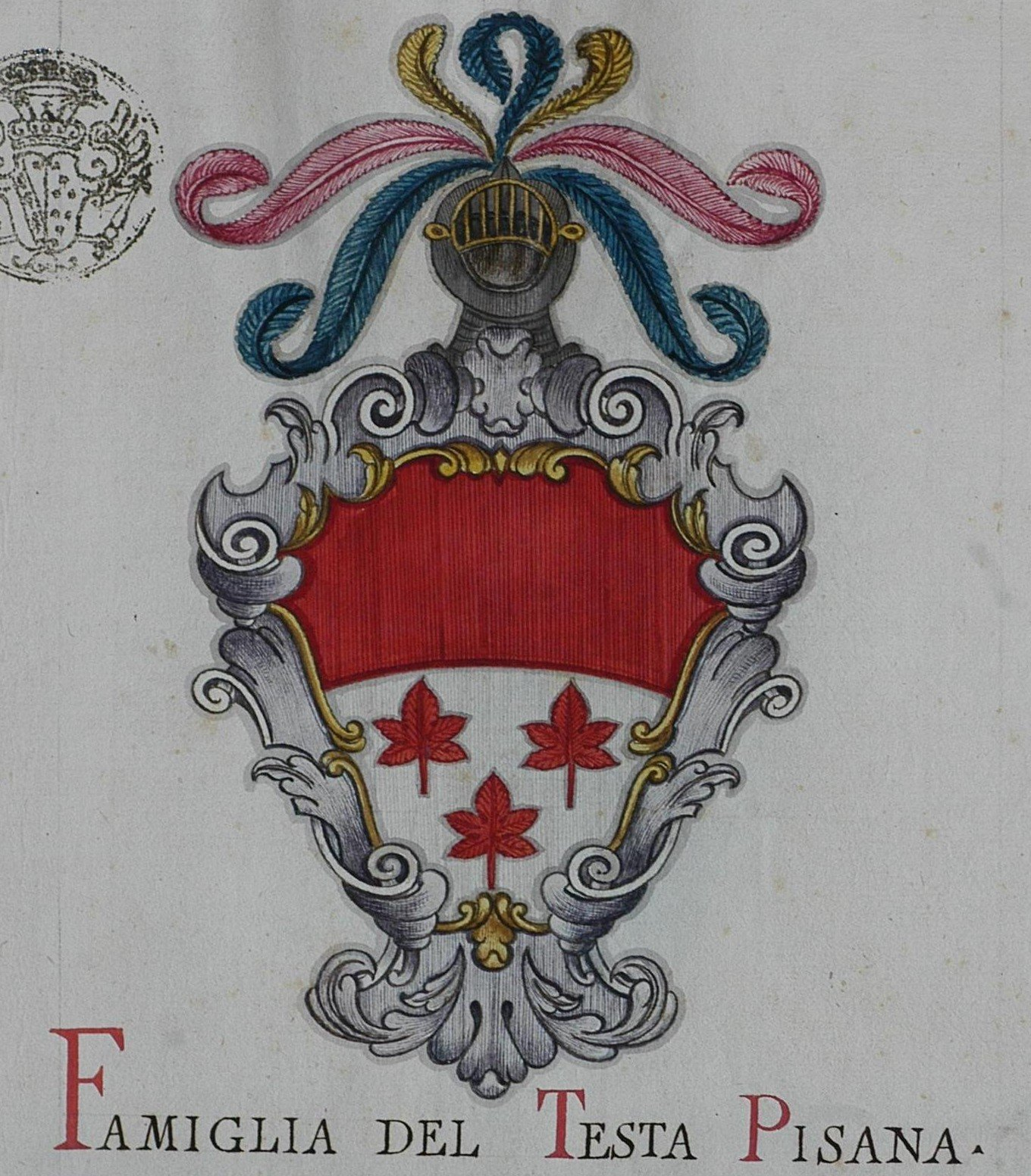
Lo stemma della famiglia

Nell'Archivio di Stato di Pisa si trovano i primi documenti sulle origini del palazzo che risalgono al Medioevo: fu eretto dalla nobile famiglia Del Testa attorno alla metà del 1300. Altri documenti attestano la proprietà alla famiglia Del Testa ancora nell'anno 1428.
Il palazzo subì nel tempo prima le evoluzioni delle medievali case torri pisane che furono accorpate nel corso del 1300 e poi, dal 1406 con la conquista della città da parte di Firenze, altre modifiche sia funzionali, perché le abitazioni avessero uno sviluppo orizzontale, sia estetiche in sintonia con il gusto rinascimentale per avere palazzi con "maggiore elaborazione e decorazione" degli ambienti interni ed esterni.
L'evoluzione del palazzo giungerà a compimento nel XVIII secolo quando si arricchirà di chiostro, pozzo, loggia e giardino, divenendo una dimora signorile e "alla moda". Nel 1830 è acquistato dalla nobile famiglia Bertolli originaria di San Miniato (Pisa), una cui rappresentante “la signorina Pia Bertolli” andò in sposa al barone Livio Carranza, portando in dote vari poderi e il palazzo.

## Descrizione
Oggi il palazzo, restaurato accuratamente sotto la direzione della Soprintendenza ai Beni Culturali di Pisa tra il 2002 e il 2005, presenta ancora buona parte dell'apparato decorativo settecentesco con sovrapposizioni ottocentesche.
Nel piano nobile è riconoscibile, nei dipinti di varie sale, la mano esperta e versatile di Nicola Torricini, artista ottocentesco che ha lavorato nei più importanti palazzi della nobiltà pisana. Ancora più rilevante è, però, l'opera di Annibale Gatti, forlivese poi attivo a Firenze, pittore accademico tra i più richiesti in Toscana. Affrescò per il barone Carranza il soffitto della Sala dello Zodiaco, con la bellissima figura femminile adagiata tra le nuvole e il pittore si vanterà di saper realizzare ancora "il vero antico buon fresco".
L'impianto decorativo è stato studiato nel libro di Olimpia Niglio, pubblicato nel 2005, che ricostruisce accuratamente le diverse fasi costruttive nei secoli e studia gli affreschi di pareti e soffitti che sono, per la maggior parte di altro pregio.